# جون بورغر
جون بورغر هو لاعب كرة قدم كندية كندي، ولد في 1935 في Lymburn, Alberta ‏ في كندا.

## وصلات خارجية
- جون بورغر على موقع JustSportsStats.com (الإنجليزية)